# Scaphella dohrni
Scaphella dohrni är en snäckart som först beskrevs av G. B. Sowerby III 1903.  Scaphella dohrni ingår i släktet Scaphella och familjen Volutidae. Inga underarter finns listade i Catalogue of Life.